# Statki typu Liberty

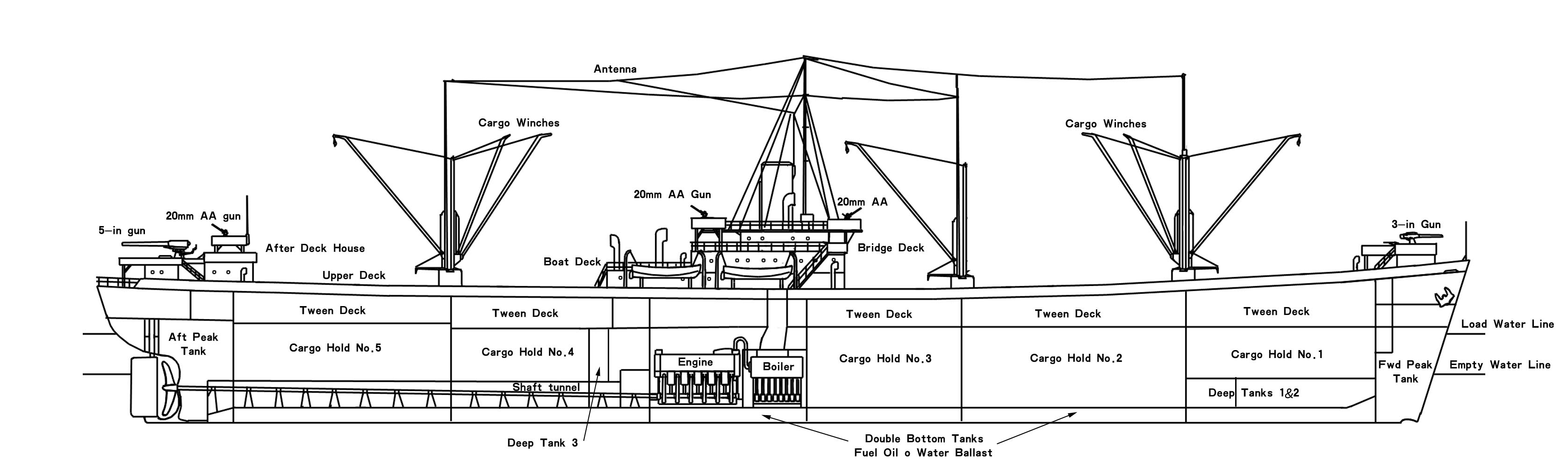
Schemat statku typu „Liberty”

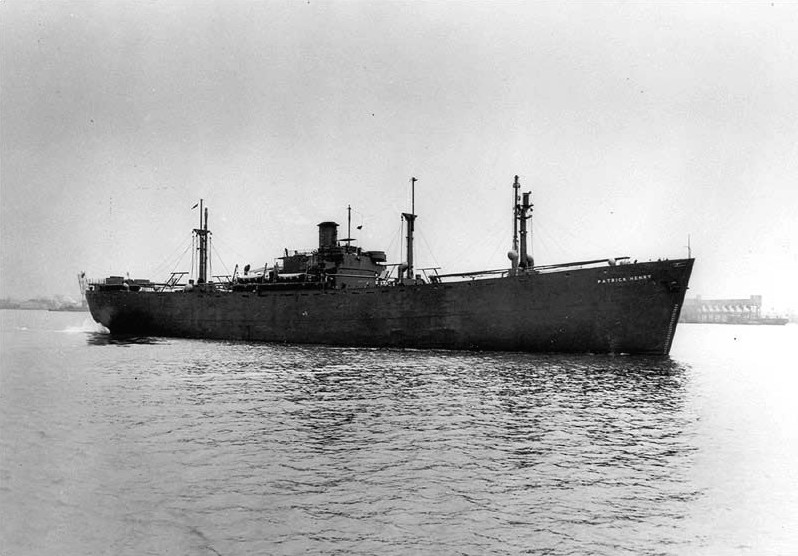
Pierwszy statek typu Liberty „Patrick Henry” zwodowany w 1941

Statki typu Liberty (ang. Liberty ships) – transportowe jednostki pływające budowane masowo w Kanadzie i Stanach Zjednoczonych podczas II wojny światowej, w celu zastąpienia strat wojennych. Statki charakteryzowały się bardzo uproszczoną konstrukcją. W polskim żargonie marynarskim były popularnie nazywane „Liberciakami”. W sumie w latach 1941–1945 wybudowano 2710 statków tego typu.

## Konstrukcja i historia
Konstrukcja bazowała na zmodyfikowanym brytyjskim modelu statku firmy Joseph L. Thompson & Sons z Sunderlandu zbudowanym w 1879. Statki wyróżniały się niskimi kosztami budowy, prostą konstrukcją i pojemnymi pięcioma ładowniami. Ich zasięg wynosił 17 000 mil morskich, były opalane węglem (wybudowane w Kanadzie) lub olejem (wybudowane w USA). Załoga przeciętnego statku typu „Liberty” składała się z 42 oficerów i marynarzy (podczas wojny dodatkowo z 21 artylerzystów). 
Pierwszy statek typu Liberty „Patrick Henry” został wybudowany w ciągu 244 dni. Po wprowadzeniu produkcji seryjnej wybudowanie jednego statku zajmowało 40 dni. Rekordzistą serii był statek „Robert E. Peary” (od położenia stępki do zwodowania stocznia potrzebowała 4 dni, 15 godzin i 30 minut, trzy dni później statek wyruszył w rejs próbny).

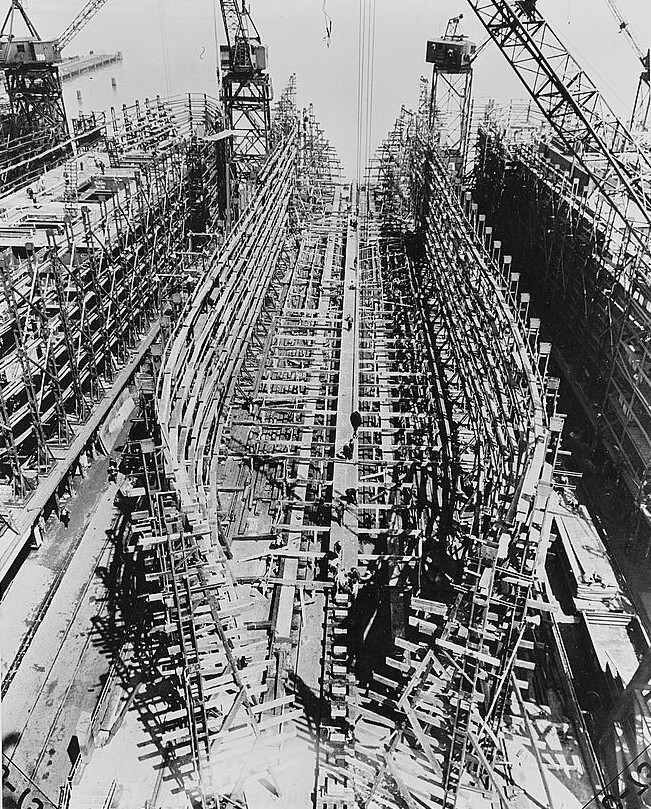
Dzień 2
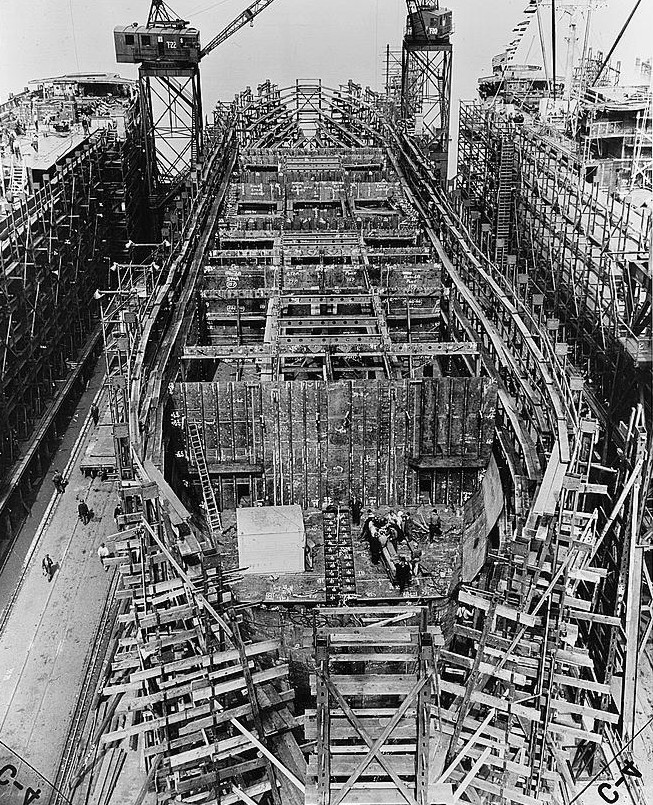
Dzień 6
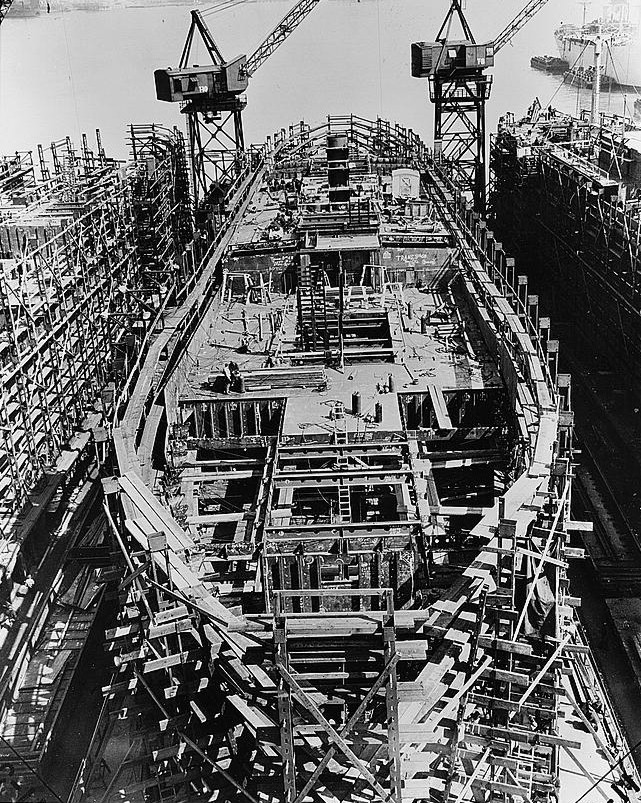
Dzień 10
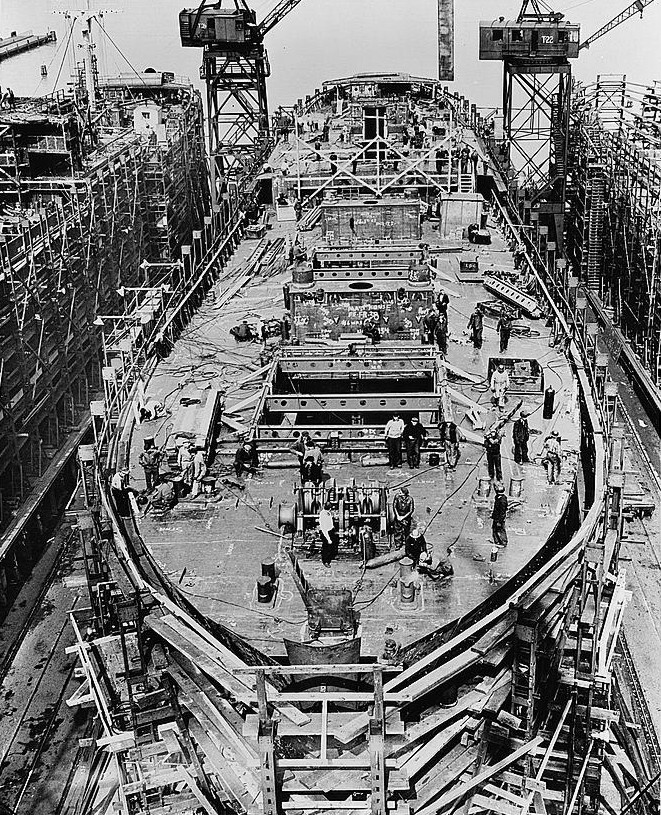
Dzień 14
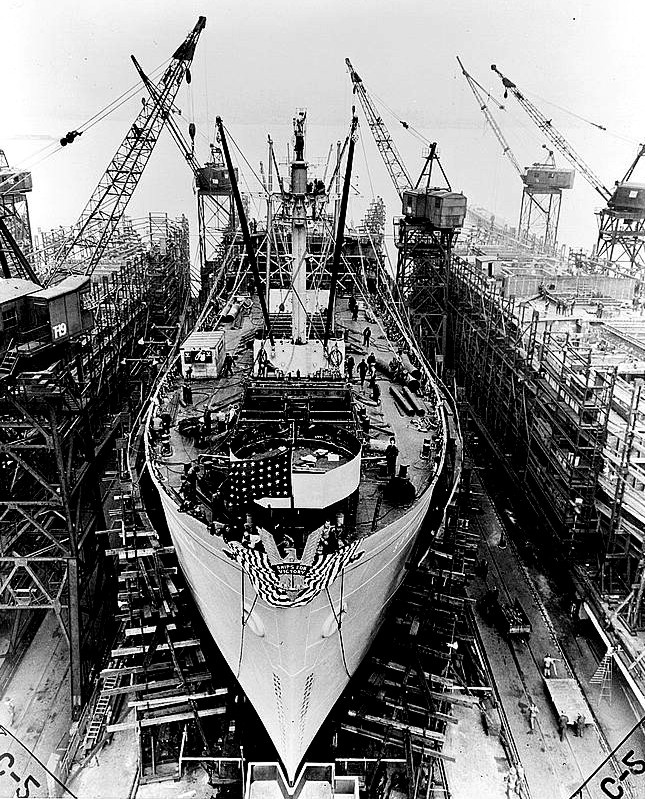
Dzień 24

Na skutek działań wojennych zatonęło 196 statków typu „Liberty”. Dodatkowo około 100 statków zatonęło na skutek pęknięć wadliwych spoin (głównie w konwojach atlantyckich i arktycznych). Statki typu „Liberty” zostały zastąpione statkami typu „Victory”.
Jedynym statkiem typu „Liberty” w składzie Polskiej Marynarki Handlowej podczas II wojny światowej był s/s „Opole”, dzierżawiony przez Gdynia–Ameryka Linie Żeglugowe, który został zwrócony Stanom Zjednoczonym w 1947.

## Statki muzea

### SS Jeremiah O’Brien
W porcie w San Francisco, statek brał udział w desancie w Normandii.

### SS John W. Brown
W porcie Baltimore w stanie Maryland.

### SS Arthur M. Huddell
W porcie w Pireusie przemianowany na SS Hellas Liberty.

## Statki typu Liberty pod polską banderą

### Podczas II wojny światowej
- s/s „Opole”[3](eks Walter Hines Page) – nr 912, lista statków typu Liberty według numeru kadłuba (901–1050).
- s/s „Ostrowiec” (do przekazania statku pod polską banderę nie doszło).

### Statki zakupione po wojnie (w latach 1958–1963)[4]
- s/s „Huta Ferrum” (eks George H. Flanders) – nr 1619, lista statków typu Liberty według numeru kadłuba (1501–1650)
- s/s „Huta Będzin” (eks Samlamu)
- s/s „Przyszłość” (eks Amelia Earhart)
- s/s „Kopalnia Czeladź” (eks Samdak / John Russel Pope)
- s/s „Kopalnia Bobrek” (eks David F. Barry)
- s/s „Chorzów” (eks Horace Wells)
- s/s „Kopalnia Miechowice” (eks Samettrick)
- s/s „Huta Sosnowiec” (eks Samsylarna)
- s/s „Kopalnia Siemianowice” (eks Morris Sheppard)
- s/s „Huta Zygmunt” (eks James Oliver Curwood)
- s/s „Kopalnia Zabrze” (eks Raymond V. Ingersoll)
- s/s „Huta Łabędy” (eks James G. Maguire)
- s/s „Kopalnia Kazimierz” (eks Margaret Brent)
- s/s „Huta Ostrowiec” (eks Ralph A. Cram)
- s/s „Kopalnia Mysłowice” (eks Gideon Welles) – nr 563, lista statków typu Liberty według numeru kadłuba (451–600)